# نوازش‌های کوچک
نوازش‌های کوچک (انگلیسی: The Little Wheedlers) یک فیلم کمدی فرانسوی به کارگردانی ژان-ماری پواره است.